# Uėlen
Uėlen (in russo Уэлен?; in ciukcio Увэлен, Uvėlen) è un villaggio di circa 697 abitanti nell'Estremo Oriente russo, sulle coste dello stretto di Bering, nel circondario autonomo della Čukotka.

## Geografia fisica
Uėlen è una lingua di terra situata sull'omonima laguna, sulla penisola dove si trova capo Dežnëv, che è sullo stretto di Bering. Dall'altra parte dello stretto c'è il villaggio di Wales, in Alaska (Stati Uniti), da cui dista circa 90 km via mare. Si tratta dell'insediamento più orientale dell'Asia ed è situato nei pressi della linea internazionale del cambio di data.

### Clima
| Uėlen (1991-2020) Fonte:    | Mesi         | Mesi         | Mesi         | Mesi         | Mesi         | Mesi         | Mesi        | Mesi        | Mesi        | Mesi         | Mesi         | Mesi         | Stagioni | Stagioni | Stagioni | Stagioni | Anno  |
| Uėlen (1991-2020) Fonte:    | Gen          | Feb          | Mar          | Apr          | Mag          | Giu          | Lug         | Ago         | Set         | Ott          | Nov          | Dic          | Inv      | Pri      | Est      | Aut      | Anno  |
| --------------------------- | ------------ | ------------ | ------------ | ------------ | ------------ | ------------ | ----------- | ----------- | ----------- | ------------ | ------------ | ------------ | -------- | -------- | -------- | -------- | ----- |
| T. max. media (°C)          | −16,5        | −16,0        | −15,0        | −8,6         | −0,3         | 6,2          | 10,3        | 9,3         | 5,9         | 1,6          | −3,6         | −11,7        | −14,7    | −8,0     | 8,6      | 1,3      | −3,2  |
| T. media (°C)               | −19,5        | −19,2        | −18,5        | −11,8        | −2,5         | 3,3          | 7,1         | 6,9         | 4,2         | −0,1         | −6,0         | −14,3        | −17,7    | −10,9    | 5,8      | −0,6     | −5,9  |
| T. min. media (°C)          | −22,6        | −22,4        | −21,9        | −15,0        | −4,5         | 1,2          | 4,6         | 4,9         | 2,6         | −1,8         | −8,7         | −17,2        | −20,7    | −13,8    | 3,6      | −2,6     | −8,4  |
| T. max. assoluta (°C)       | 6,1 (1963)   | 5,6 (2007)   | 3,9 (1989)   | 8,9 (1951)   | 10,8 (2015)  | 22,1 (2015)  | 25,0 (1960) | 22,0 (1991) | 16,3 (1991) | 14,0 (2018)  | 9,0 (2003)   | 10,0 (2007)  | 10,0     | 10,8     | 25,0     | 16,3     | 25,0  |
| T. min. assoluta (°C)       | −44,1 (1989) | −43,2 (1993) | −43,6 (1977) | −36,1 (1964) | −25,0 (1950) | −10,0 (1963) | −1,5 (1994) | −2,2 (1949) | −7,8 (1956) | −22,0 (1975) | −34,0 (1994) | −41,1 (2004) | −44,1    | −43,6    | −10,0    | −34,0    | −44,1 |
| Nuvolosità (okta al giorno) | 7,4          | 7,1          | 6,9          | 7,8          | 8,8          | 8,0          | 8,2         | 8,8         | 8,8         | 9,0          | 8,7          | 7,8          | 7,4      | 7,8      | 8,3      | 8,8      | 8,1   |
| Precipitazioni (mm)         | 19           | 18           | 12           | 15           | 14           | 14           | 32          | 43          | 36          | 43           | 23           | 20           | 57       | 41       | 89       | 102      | 289   |
| Giorni di pioggia           | 0,03         | 1,0          | 0,1          | 1,0          | 4,0          | 10,0         | 15,0        | 18,0        | 18,0        | 9,0          | 2,0          | 1,0          | 2,0      | 5,1      | 43,0     | 29,0     | 79,1  |
| Nevicate (cm)               | 36           | 46           | 58           | 68           | 55           | 8            | 0           | 0           | 0           | 3            | 13           | 22           | 104      | 181      | 8        | 16       | 309   |
| Giorni di neve              | 16           | 15           | 14           | 18           | 16           | 5            | 1           | 1           | 7           | 21           | 23           | 18           | 49       | 48       | 7        | 51       | 155   |
| Giorni di nebbia            | 1            | 2            | 2            | 2            | 7            | 12           | 15          | 12          | 7           | 2            | 1            | 1            | 4        | 11       | 39       | 10       | 64    |
| Umidità relativa media (%)  | 82           | 80           | 81           | 83           | 88           | 89           | 89          | 90          | 88          | 86           | 84           | 84           | 82       | 84       | 89,3     | 86       | 85,3  |
| Vento (direzione-m/s)       | N 5,5        | N 5,5        | N 4,8        | N 4,9        | N 4,8        | S 5,3        | S 6,4       | S 6,4       | N 6,6       | N 7,5        | N 7,7        | N 6,7        | 5,9      | 4,8      | 6,0      | 7,3      | 6,0   |

## Storia
Negli anni, Uėlen è stata la base per numerose spedizioni archeologiche, visto che nella zona si trovano moltissime testimonianze delle culture asiatiche che qui si sono stanziate (o, più spesso, sono solo transitate).

## Infrastrutture e trasporti
Uėlen è stata interessata dagli avveniristici progetti ferroviari dell'ingegnere Frank Davidson che, nell'ambito di un'ipotesi di collegamento ferroviario transcontinentale fra Asia ed America, avrebbe previsto un tunnel ferroviario sotto lo stretto di Bering, strutturalmente non dissimile dall'Eurotunnel, fra Uėlen e Wales.